# Альфред Мелль
Альфред Мелль (нім. Alfred Mell; 2 серпня 1880, Ґрац — 22 травня 1962, Відень) — австро угорський, австрійський і німецький юрист, історик і військовий чиновник, доктор права (1907), гофрат (1931), генерал-майор вермахту (1938).

## Біографія
Вивчав право і історію у Віденському університеті. З 1903 року працював у видавництві Альфонса Допша Landesfürstlichen Urbare. Служив однорічним добровольцем в резервному санітарному дивізіону №26, після чого став військовим чиновником. В 1906 році вступив у Військово-історичний музей, з 1908 року — інженер-артилерист і консерватор. В 1913 році брав участь у виставці в Залі століття. Під час Першої світової війни збирав експонати для музею на Балканах. Після війни став старшим інженером-артилеристом 8-го класу і архіваріусом військового архіву. З 1922 року — старший інженер-артилерист 2-го класу і державний радник. З 1934 року — директор Військового-історичного музею. З 1936 року — також генеральний куратор і офіцер служби особливого призначення. Під час Другої світової війни музей сильно постраждав і Мелль доклав значних зусиль для його реконструкції. В 1949 році залишив посаду директора, проте залишився консультантом музею і продовжував брати участь у його реконструкції. Окрім цього, Мелль був членом численних наукових товариств і уповноваженим комісаром з державних іспитів у Віденському університеті.

## Нагороди
- Ювілейний хрест
- Золотий хрест «За цивільні заслуги» (Австро-Угорщина) з короною
- Почесний знак Австрійського Червоного Хреста 2-го класу з військовою відзнакою
- Орден Корони (Пруссія) 4-го класу
- Орден Альберта (Саксонія), лицарський хрест 1-го класу з мечами
- Пам'ятна військова медаль (Австрія) з мечами
- Орден Вази, командорський хрест (Швеція)
- Почесний хрест ветерана війни з мечами